# Hanswijkprocessie

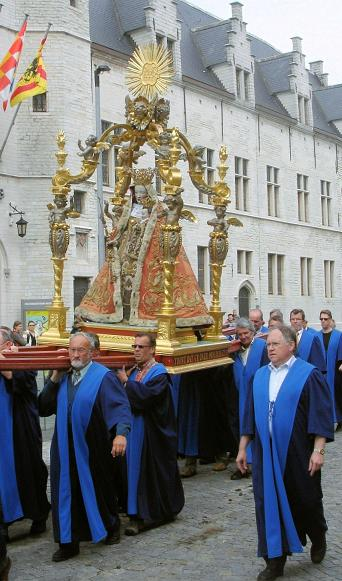
Beeld van Onze-Lieve-Vrouw van Hanswijk (13 mei 2007)

De Hanswijkprocessie is een sacramentsprocessie die jaarlijks plaatsvindt in Mechelen op de zondag voor Hemelvaartsdag en staat onder de hoge bescherming van Mgr. Jozef De Kesel, aartsbisschop van Mechelen-Brussel.

## Ontstaan
De legende zegt dat in 988 een schip met koopwaren en een houten beeld van Maria vast kwam te liggen aan de Dijle. Men deed er alles aan om het schip los te krijgen maar niets hielp. Na een tijdje brachten de kooplui het houten beeld van Maria aan land en het schip kwam los. Dit werd gezien als een teken dat Maria haar verblijfplaats hier koos. Later verrees in de wijk Hanswijk de basiliek van Onze-Lieve-Vrouw van Hanswijk om het beeld onderdak te geven. 
In 1272 werd de streek rond Mechelen geplaagd door de pest en andere kwalen. De bewoners van Hanswijk, dat toen nog volledig buiten de stadsmuren lag, waren ten einde raad. Ze droegen het Mariabeeld naar de stad, maar de stedelingen sloten de stadspoort omdat ze bang waren dat het een opstand was. Even later openden de poorters de Brusselse poort om hen door te laten. Kort hierna stopten de kwalen. Uit dankbaarheid wordt het Mariabeeld elk jaar door de stad gedragen in een historische en religieuze processie.
Sinds 1738, toen de Mariaverering in Hanswijk volgens de traditie 750 jaar bestond, gaat om de 25 jaar de Hanswijkcavalcade uit, gevolgd door de Ommegang van Mechelen.

## Data
Traditiegetrouw gaat de Hanswijkprocessie het weekend voor Onze-Lieve-Heer-Hemelvaart uit.
| Jaar | Datum Processie | Datums Cavalcade en Ommegang |
| ---- | --------------- | ---------------------------- |
| 2007 | 13 mei          |                              |
| 2008 | 27 april        |                              |
| 2009 | 17 mei          |                              |
| 2010 | 9 mei           |                              |
| 2011 | 29 mei          |                              |
| 2012 | 13 mei          |                              |
| 2013 | 5 mei           | 25 augustus en 1 september   |
| 2014 | 18 mei          |                              |
| 2015 | 10 mei          |                              |
| 2016 | 1 mei           |                              |
| 2017 | 21 mei          |                              |
| 2018 | 6 mei           |                              |
| 2019 | 26 mei          |                              |
| 2020 | 17 mei          | Geannuleerd                  |
| 2021 | 9 mei           | Geannuleerd                  |
| 2022 | 22 mei          |                              |
| 2023 | 14 mei          | Viering 750-jarig bestaan    |

## Fotogalerij

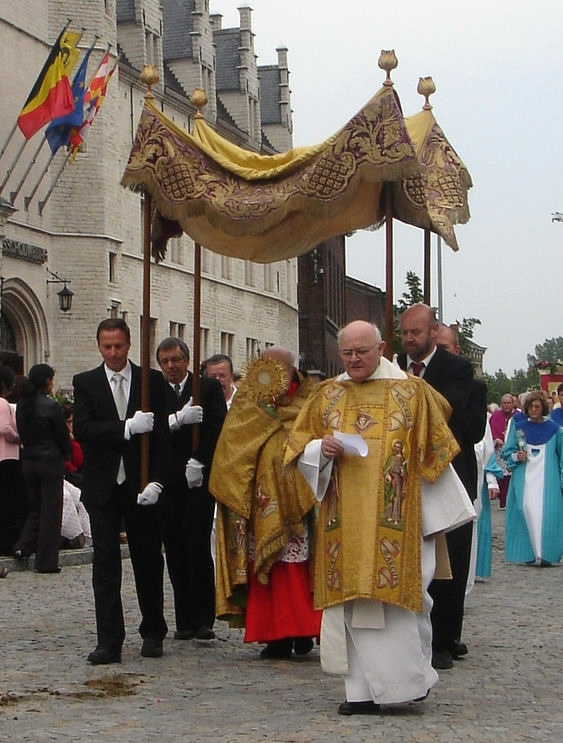
Het Allerheiligste (monstrans) gedragen door Kardinaal Danneels (13 mei 2007)
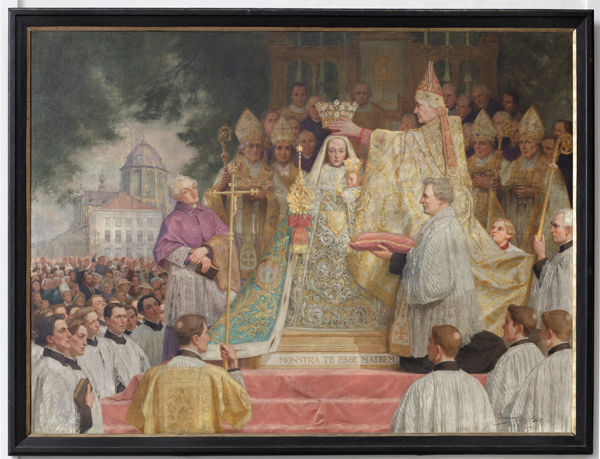
Mgr. Deschamps kroont Onze-Lieve-Vrouw van Hanswijk (1926)